# Helopicus subvarians
Helopicus subvarians is een steenvlieg uit de familie Perlodidae. De wetenschappelijke naam van de soort is voor het eerst geldig gepubliceerd in 1920 door Banks.
De soort komt voor in het oosten van Noord-Amerika.